# Threshold
Threshold je šesti studijski album švedskog heavy/power metal sastava HammerFall. Album je objavljen 20. listopada 2006. godine, a objavila ga je diskografska kuća Nuclear Blast.
Album je dostigao prvo mjesto na švedskoj glazbenoj ljestvici, gdje je ostao čak osam tjedana. Ovo je prvi album sastava koji je dostigao prvo mjesto nakon albuma Renegade koji je izašao 2000. godine. Zadnji je studijski album HammerFalla na kojem sviraju gitarist Stefan Elmgren i basist Magnus Rosén.

## Popis pjesama
| 1.    | »Threshold«                          | 4:43 |
| 2.    | »The Fire Burns Forever«             | 3:20 |
| 3.    | »Rebel Inside«                       | 5:32 |
| 4.    | »Natural High«                       | 4:13 |
| 5.    | »Dark Wings, Dark Words«             | 5:01 |
| 6.    | »Howlin' with the 'Pac«              | 4:04 |
| 7.    | »Shadow Empire«                      | 5:13 |
| 8.    | »Carved in Stone«                    | 6:10 |
| 9.    | »Reign of the Hammer« (instrumental) | 2:48 |
| 10.   | »Genocide«                           | 4:41 |
| 11.   | »Titan«                              | 4:24 |
| 50:09 |                                      |      |

## Zasluge
HammerFall
- Anders Johansson – bubnjevi
- Joacim Cans – vokali
- Oscar Dronjak – ritam gitara, programiranje klavijatura prateći vokali
- Magnus Rosén – bas-gitara
- Stefan Elmgren – gitara, programiranje klavijatura, prateći vokali

Dodatni glazbenici
- Oliver Hartmann – prateći vokali
- Rolf Köhler – prateći vokali
- Olaf Zenkbiel – prateći vokali
- Mats Rendlert – prateći vokali
- Joacim Lundberg – prateći vokali
- Marc Shield – prateći vokali
- Johan Aremyr – prateći vokali

Ostalo osoblje
- Peter Nilsson – fotografija
- Ivan Colic – fotografije sastava
- Samwise Didier – omot albuma
- Thomas Ewerhard – dizajn
- Charlie Bauerfeind – produciranje, miksanje, inženjer zvuka, mastering